# Membranoproliferative Glomerulonephritis Typ II
Die membranoproliferative Glomerulonephritis Typ II (Dense Deposit Disease, MPGN II) ist eine seltene Nierenerkrankung, die vorwiegend bei Kindern im Alter zwischen 5 und 15 Jahren auftritt. Die Erkrankung ist in beiden Geschlechtern gleich häufig. Innerhalb von 10 Jahren erreichen etwa 50 % der Betroffenen das dialysepflichtige Endstadium der Erkrankung. Im Gegensatz zu den anderen Formen der membranoproliferativen Glomerulonephritis finden sich beim Typ II keine Ablagerungen von Immunkomplexen in den Nierenkörperchen (Glomeruli).

## Symptome
Die Erkrankung zeigt eines der folgenden fünf Symptome:
- Nachweis von roten Blutkörperchen im Urin (Hämaturie)
- Nachweis von Eiweiß im Urin (Proteinurie)
- gleichzeitiges Auftreten von Hämaturie und Proteinurie
- akutes nephritisches Syndrom: Hämaturie, Wassereinlagerungen (Ödeme) und Bluthochdruck (Hypertonie) (Volhard-Trias)
- Nephrotisches Syndrom: Proteinurie mit einem Proteinverlust von mehr als 1 g/m²/Körperoberfläche pro Tag, Hypoproteinämie, periphere Ödeme durch eine Hypalbuminämie von < 2,5 g/dl im Serum und Hyperlipoproteinämie

## Diagnose
Die Diagnose erfordert eine Nierenbiopsie. Die elektronenmikroskopische Untersuchung zeigt mit Osmiumsalzen anfärbbare (osmiophile), dichte Ablagerungen (dense deposits) in der glomerulären Basalmembran. Bei der immunhistochemischen Untersuchung lässt sich in den Ablagerungen die Komplementkomponente C3 nachweisen, nicht aber IgG.
Zusätzlich kann es zu Störungen der Fettgewebsverteilung (partielle Lipodystrophie) und zu charakteristischen Ablagerungen in der Netzhaut des Auges kommen, sogenannten Drusen, die bei etwa 10 % der Erkrankten zu einer Beeinträchtigung des Sehvermögens führen. Der Augenhintergrund (Fundus) von Patienten mit membranoproliferativer Glomerulonephritis Tap II weist dabei Ähnlichkeiten zum Augenhintergrund von Menschen auf, die an altersabhängiger Makuladegeneration leiden.

## Pathogenese
Ursache der membranoproliferativen Glomerulonephritis Typ II scheint eine unkontrollierte Aktivierung des alternativen Weges der Komplementkaskade zu sein. Bei über 80 % der Betroffenen findet sich ein Autoantikörper gegen die C3-Konvertase des alternativen Weges C3bBb, wodurch diese nicht mehr durch Faktor H deaktiviert werden kann. Die C3-Konvertase spaltet C3 in C3a und C3b und ist dann enthemmt. Dieser Autoantikörper wird auch als C3 Nephritic Factor (C3NeF) bezeichnet. C3NeF ist auch bei etwa der Hälfte der Fälle von membranoproliferativer Glomerulonephritis Typ I und III nachweisbar, charakteristisch für den Typ II ist jedoch der Nachweis von Dense Deposits in der Basalmembran. Auch Mutationen in Faktor H und Autoantikörper gegen Faktor H können zur membranoproliferativen Glomerulonephritis Typ II führen.
Durch Massenspektrometrie konnten in Glomeruli von Patienten mit Dense Depostid Disease neben C3 auch Vorstufen der Komponenten des Membran-Angriffskomplexes C5, C8α und C9, sowie Komplementfaktor H-Related Protein 1 (FHR1), Vitronektin und Apolipoprotein E (ApoE) nachgewiesen werden. Die unkontrollierte Aktivierung des alternativen Weges führt somit möglicherweise zu einer exzessiven Produktion des Membran-Angriffs-Komplexes und dies letztendlich zur Schädigung der Nierenkörperchen.

## Therapie

### Unspezifische Therapie
Die unspezifische Therapie hat das Ziel, das Fortschreiten (die Progression) der Nierenschädigung zu hemmen. Die Behandlung erfordert eine aggressive Kontrolle des Blutdrucks und eine Verminderung der Eiweißausscheidung im Urin (Proteinurie). Als blutdrucksenkende Substanzen der ersten Wahl gelten ACE-Hemmer und AT1-Antagonisten.
Möglicherweise hat auch die Senkung erhöhter Blutfette mit Hilfe von Statinen einen günstigen Einfluss auf den Krankheitsverlauf.
Steroide sind wahrscheinlich nicht wirksam.
Durch Mycophenolat-Mofetil kann möglicherweise die Proliferation von T-Zellen und B Zellen und so die Produktion von C3 Nephritis Faktor gehemmt werden. Durch den monoklonalen Antikörper Rituximab können die Antikörper-produzierenden B-Zellen zerstört werden. Zu diesen Therapieoptionen existieren bislang aber keine Untersuchungen.

### Spezifische Therapie
Bei Nachweis von Mutationen im Gen für Faktor H sollte mit gefrorenem Frischplasma oder Plasmapherese mit Plasma-Austausch behandelt werden.
Eculizumab, ein monoklonaler Antikörper gegen Komplementfaktor C5, kann die Schädigung des Nierenkörperchens durch C5a vermindern.
Sulodexide, ein Gemisch der Glykosaminoglykane Heparin und Dermatansulfat, hemmt im Nierenkörperchen Heparanase. Heparanase wird bei glomerulären Erkrankungen vermehrt experimentiert und schädigt die glomeruläre Basalmembran durch Degradation von Proteoglykanen.

### Therapieregister
Aufgrund der Seltenheit der Erkrankung ist die Durchführung randomisierter, kontrollierter Studien nicht möglich. Aus diesem Grund sollten alle Krankheitsverläufe in einem zentralen Register erfasst werden (Siehe Weblinks).